# گریس مور
 گریس مور (انگلیسی: Grace Moore؛ ۵ دسامبر ۱۸۹۸ – ۲۶ ژانویهٔ ۱۹۴۷) یک خواننده، و هنرپیشه اهل ایالات متحده آمریکا بود.